# Università nazionale dell'Uzbekistan
L’Università nazionale dell'Uzbekistan è la più grande università dell'Uzbekistan. La sua sede è a Tashkent, la capitale del Paese.

## Storia
Fondata nel 1920, subito dopo la fine della Russia zarista, si chiamava inizialmente Università nazionale del Turkestan. Con l'indipendenza dell'Uzbekistan ha assunto l'attuale denominazione. Contava, nel 2019, circa 11.000 studenti.